# Playa Santa Lucía
Koordinaten: 21° 33′ N, 77° 2′ W
Playa Santa Lucía ist ein 21 km langer feiner weißer Sandstrand an der Nordküste Kubas in der Provinz Camagüey. Ab den 1990er Jahren wurde Playa Santa Lucia zu einem modernen Touristenzentrum mit eigenem Flughafen ausgebaut. Ursprüngliche Natur, die abwechslungsreiche Land- und Meeresfauna und ein beeindruckendes Riff mit Korallen, bunten Korallenfischen und Wracks ziehen Besucher an.
Westlich von Playa Santa Lucía bilden die Cayos Sabinal, Guajaba, Romano, Cruz und Cayo Coco die Inselkette der Jardines del Rey (Gärten des Königs). 
Die gleichnamige Stadt Santa Lucía befindet sich in der östlichen Provinz Holguín